# The Stylistics
Os Stylistics são um grupo norte-americano de R&B, tendo sido um dos mais conhecidos da Philadelphia soul na primeira metade da década de 1970. Eles foram formados em 1968, na Filadélfia, por Russell Thompkins Jr., Herbie Murrell, Airrion Love, James Smith e  James Dunn.

## Carreira
Os Stylistics nasceram em 1968, quando membros de dois grupos de soul da Philadelphia  juntaram-se. Thompkins, James Smith e Airrion Love, do grupo The Monarchs, e James Dunn e Herbie Murrell, do grupo The Percussions. Em 1970, o grupo gravou "You're a Big Girl Now", primeiro hit da carreira.
O sucesso viria a partir de 1972, quando eles assinaram contrato com o selo Avco Records. Depois de trabalhar com os grupos The Spinners e The O'Jays, o compositor e arranjador Thom Bell começou a produzir para os Stylistics. Durante este período, a banda obteve 12 Top 10 consecutivos na parada norte-americana (Billboard), incluindo "You Are Everything", "Betcha by Golly Wow!", "I'm Stone in Love With You", "Break Up to Make Up" e "You Make Me Feel Brand New", agradáveis baladas, compostas por Thom Bell e Linda Creed, que consagraram os Stylistics como um dos grupos de soul mais populares da primeira metade dos anos setenta - notadamente pelos falsetes de Russell Thompkins Jr. a magnífica produção de Bell.
Mas depois de Bell deixar de produzir o grupo, os Stylistics entraram em declínio nos Estados Unidos, mas ainda permaneceram populares na Europa, particularmente no Reino Unido. Em 1980, Dunn deixou o grupo por motivos de saúde, e anos mais tarde Smith fez o mesmo. Os Stylistics seguiu se apresentando como trio on oldies em concertos nos anos noventa.

## Membros principais
- Russell Thompkins Jr
- James Dunn
- Herbie Murrell
- James Smith
- Airrion Love

## Covers
Canções gravadas pelos Stylistics foram regravados por outros artistas nos últimos anos, incluindo:
- Prince: "Betcha by Golly Wow!"
- Vanessa Williams: "You Are Everything"
- "Boyz II Men, Babyface, Roberta Flack e Simply Red: "You Make Me Feel Brand New"

## Discografia
- The Stylistics - 1971
- Rockin' Roll Baby - 1974
- Let's Put It All Together - 1974
- From The Mountain - 1975
- The Best Of The Stylistics - 1975
- Thank You Baby - 1975
- You Are Beautiful - 1975
- Fabulous - 1976
- Best Of The Stylistics Volume 2 - 1976
- Some Things Never Change - 1985
- The Greatest Hits Of The Stylistics 1992

### Canções marcantes
- "You're A Big Girl Now" - 1971 - EUA #73*
- "Stop, Look, Listen (To Your Heart)" - 1971 - EUA #39
- "You Are Everything" - 1971 - EUA #9
- "Betcha by Golly Wow!" - 1972 - EUA #3, GBR #13
- "People Make The World Go Round" - 1972 - EUA #25
- "I'm Stone In Love With You" - 1972 - EUA #10, GBR #9
- "Break Up To Make Up" - 1973 - EUA #5, GBR #34
- "You'll Never Get To Heaven (If You Break My Heart)" - 1973 - GBR #23
- "Peek-A-Boo" - 1973 - GBR #35
- "Rockin' Roll Baby" - 1973 - EUA #14, GBR #6
- "You Make Me Feel Brand New" - 1974 - EUA #2, UK #2
- "Let's Put It All Together" - 1974 - US #18, UK #13
- "Heavy Fallin' Out" - 1974 - US #41
- "Star On A TV Show" - 1975 - US #47, UK #12
- "Thank You Baby" - 1975 - US #70
- "Sing Baby Sing" - 1975 - UK #3
- "I Can't Give You Anything (But My Love)" - 1975 - US #51, UK #1
- "Na-Na Is The Saddest Word" - 1975 - UK #5
- "Funky Weekend" - 1976 - US #76, UK #10
- "You Are Beautiful" - 1976 - US #79
- "Can't Help Falling in Love" - 1976 - UK #4
- "Sixteen Bars" - 1976 - UK #7
- "You'll Never Get To Heaven" - 1976 - UK #24
- "We Can Make Happen Again - 1974
- "$7000 And You" - 1977 - UK #24
- "Give A Little Love For Love" - 1984